# Ferrari Superfast
Beim Ferrari Superfast handelte es sich um fünf in den Jahren 1956 bis 1962 entstandene Stilstudien des Turiner Karossiers Pinin Farina auf der technischen Basis von Ferrari-Modellen.

## Die einzelnen Fahrzeuge

### Ferrari Superfast (1956)
Auf dem Turiner Autosalon 1956 zeigte Pinin Farina den Ferrari Superfast, eine Stilstudie auf dem Chassis des Ferrari 410 Superamerica, Fahrgestellnummer 0483SA. Hervorstechende Merkmale des Modells waren der Verzicht auf A-Säulen, plexiglasverkleidete Scheinwerfer und langgestreckte Heckflossen. Der Wagen wurde auf einigen europäischen Autosalons gezeigt und später verkauft.

### Ferrari 4.9 Superfast (1957)
Ein ähnlich gestaltetes Coupé, allerdings mit A-Säulen und ohne Heckflossen, war im Jahr darauf beim Turiner Salon auf dem Pinin Farina-Stand zu sehen. Der Wagen besaß die Fahrgestellnummer 0719SA, einen Radstand von 2600 mm und einen 4,9-Liter-V12.

### Ferrari Superfast II (1960)

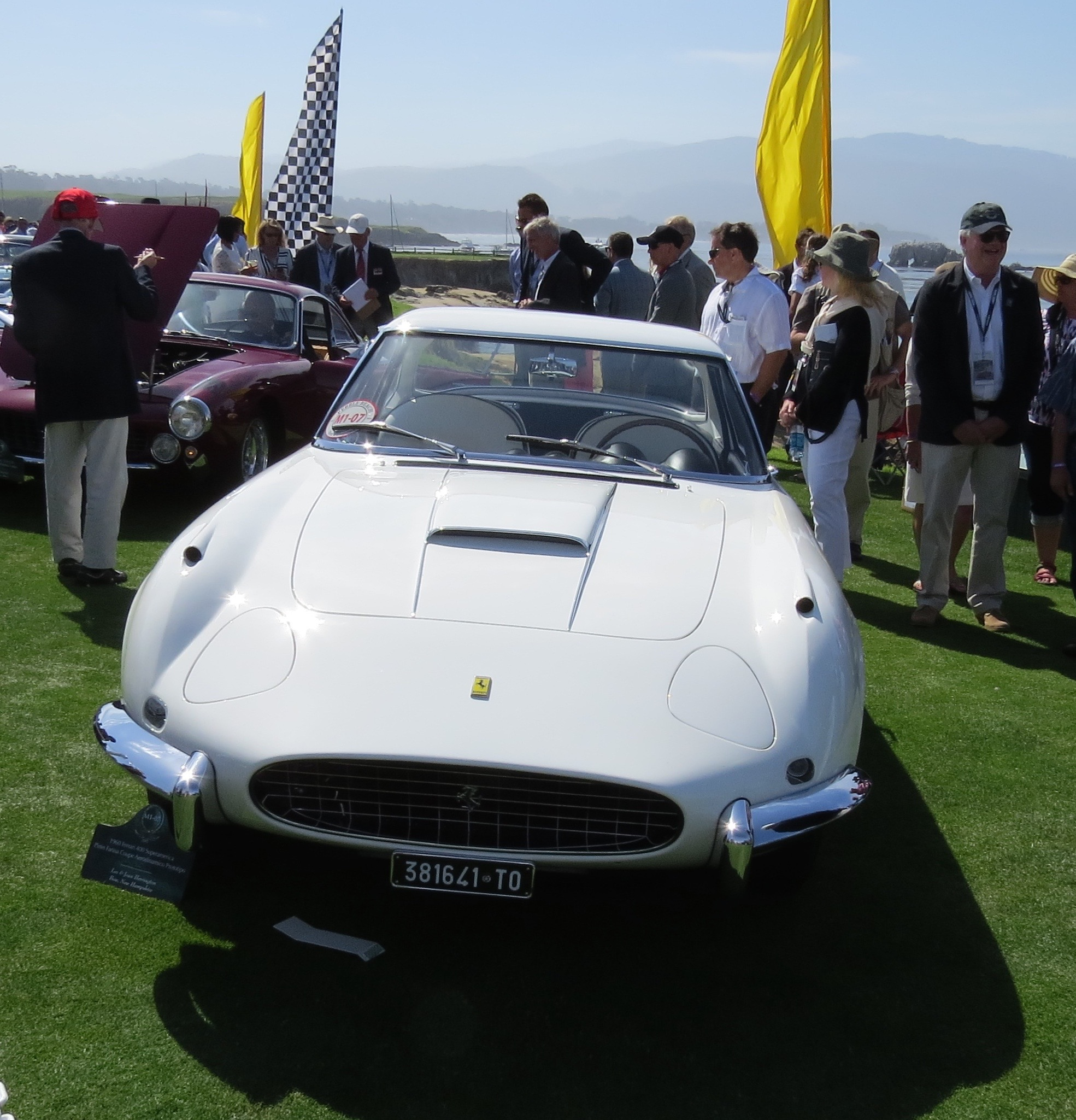
Ferrari Superfast II

Auf dem Turiner Salon 1960 zeigte Pinin Farina den Superfast II auf Basis des Ferrari 400 Superamerica, bei dem es sich um ein sogenanntes Aerodinamica-Coupé handelte, das die Linien des bald darauf in Produktion gehenden Serien-400 Superamerica vorwegnahm, anders als dieser aber Klappscheinwerfer, einen kleineren Kühlergrill und teilverkleidete hintere Radläufe hatte. Die Fahrgestellnummer dieses Prototyps lautete 2207SA.

### Ferrari Superfast III (1962)
Beim Superfast III des Jahres 1962, der im März auf dem Genfer Auto-Salon gezeigt wurde, handelte es sich um einen abgewandelten Superfast II mit veränderter Heckpartie und schmaleren C-Säulen.

### Ferrari Superfast IV (1962)
Der Superfast IV schließlich war der umgebaute Superfast II mit leicht veränderter Linie und feststehenden Doppelscheinwerfern.

## Ferrari 500 Superfast
1964 griff Ferrari den Namen Superfast wieder auf und verwendete ihn für den in Kleinstserie herstellten Supersportwagen 500 Superfast, der den 400 Superamerica ablöste. Der 500 Superfast wurde bis 1966 in 36 Exemplaren gebaut. Er war seinerzeit einer der teuersten Serienmodelle Ferraris.